# アボルファズル・ジャリリ
アボルファズル・ジャリリ（ペルシア語: ابوالفضل جلیل、1957年6月29日 - ）は、イランの映画監督。ペルシア語では「ジャリーリー」と発音した方がより正確。

## 略歴
- 1957年 - 6月29日、イラン・マルキャズィー州サーヴェに生まれる。
- 1970年頃 - 13歳で、自作の絵や書を売り生計を立てる。
- 1979年 - IRIB（イラン・イスラム共和国放送）に入社。短編ドキュメンタリーなどを手がけ、独自の手法を確立していく。
- 1987年 - 『かさぶた』が批評家の注目を集める。
- 1992年 - 『ダンス・オブ・ダスト』が国内外を問わず、上映禁止となる。
- 1995年 - 『7本のキャンドル』がヴェネツィア国際映画祭で金のオゼッラ賞受賞。
- 1996年 - 『トゥルー・ストーリー』がナント三大陸映画祭でグランプリを獲得。
- 1998年 - 『ダンス・オブ・ダスト』の上映が解禁される。

## 作風
『かさぶた』では、実際に少年院に収容されている子どもたちを起用したことで注目を集めたが、常に過酷な状況に置かれている子どもたちをリアルに描く作風は、賛否両論を巻き起こし、『ダンス・オブ・ダスト』は上映禁止となった。
1998年、ハータミー政権成立後に同作の上映は解禁された。
『少年と砂漠のカフェ』でも、実際のアフガニスタン難民の少年を起用している。

## 作品一覧
- Joghd 【The Owl】（1975）
- Pesarak-e Rooznameh Foroush 【Newsboy】（1976）
- Khaneh 【Home】（1979）
- Gheseyeh Hossein 【Hossein's Story】（1979）
- Ba Bachehay-e Zelzeleh Zadeh Golbagh-e Kerman 【With The Child Victims of Earthquake of Golbagh-e Kerman】（1980）
- Mohajeran-e Jang 【The War Immigrants】（1981）
- Dokan Daran-e Tehran 【Tehran's Stand-Owners】（1981）
- Movazeb Bash 【Be Careful】（1982）
- Milad 【Milad】（1983）
- スプリング―春へ（1985）
- かさぶた（1987）
- Dorna 【Dorna】（1990）
- ダンス・オブ・ダスト（1992）
- 7本のキャンドル（1995）
- トゥルー・ストーリー（1996）
- ぼくは歩いてゆく（1998）
- キシュ島の物語～第二話：指輪～（1999）
- 少年と砂漠のカフェ（2001）
- Abjad（2003）
- Full or Empty（2005）
- ハーフェズ ペルシャの詩（2007）

## 賞歴
- 『スプリング―春へ』
  - ファジル映画祭 審査員特別賞／新人賞（メヒディ・アサディ）
- 『7本のキャンドル』
  - ヴェネツィア国際映画祭 金のオゼッラ賞
- 『トゥルー・ストーリー』
  - ナント三大陸映画祭 グランプリ
- 『ダンス・オブ・ダスト』
  - ロカルノ国際映画祭 銀豹賞／審査員賞
  - 東京国際映画祭 アジア映画賞
  - ナント三大陸映画祭 監督賞
- 『ぼくは歩いてゆく』
  - サン・セバスティアン国際映画祭 審査員賞
- 『キシュ島の物語』
  - カンヌ国際映画祭 コンペティション部門正式出品
- 『少年と砂漠のカフェ』
  - ナント三大陸映画祭 グランプリ
  - ロカルノ国際映画祭 審査員特別賞／国際シネクラブ連盟賞／ヤング審査員賞
  - 東京フィルメックス 審査員特別賞
- 『Abjad』
  - ヴェネツィア国際映画祭　コントロコレンタ部門正式出品
- 『Full or Empty』
  - 東京フィルメックス　特別招待作品
- 『ハーフェズ ペルシャの詩』
  - 東京国際映画祭 コンペティション部門正式出品

ローマ国際映画祭 審査員特別賞